# Camí del Sot de Bellobir
El Camí del Sot de Bellobir és un camí rural del poble de Riells del Fai, en el terme municipal de Bigues i Riells, al Vallès Oriental. Arrenca del nord-oest de la urbanització del Serrat de l'Ametlla, des d'on surt cap a ponent per tal d'arribar al Serrat del Pollancre, superat el qual gira cap al nord-est, per tal d'arribar al Sot de Bellobir en uns dos quilòmetres de recorregut. Es tracta d'un topònim romànic modern, de caràcter descriptiu: és el camí que mena al Sot de Bellobir des del Serrat de l'Ametlla.